# Peter Sarsgaard
John Peter Sarsgaard (Scott AFB, Illinois, 7 de març de 1971) és un actor de cinema i de teatre estatunidenc. El paper que el va fer més conegut va ser a la pel·lícula Garden State (2004). Apareix també a Blue Jasmine (2013).

## Filmografia
| Any  | Film                                                     | Personatge              | Notes               |
| ---- | -------------------------------------------------------- | ----------------------- | ------------------- |
| 1995 | Dead Man Walking                                         | Walter Delacroix        |                     |
| 1997 | Subway Stories: Tales from the Underground               | Boy #1                  | Sèrie de televisió  |
| 1998 | Minor Details                                            | Scott                   |                     |
| 1998 | L'home de la màscara de ferro (The Man in the Iron Mask) | Raoul                   |                     |
| 1998 | Desert Blue                                              | Billy Baxter            |                     |
| 1998 | Another Day in Paradise                                  | Ty                      |                     |
| 1999 | Freak City                                               | Cal Jackson             | Televisió           |
| 1999 | Boys Don't Cry                                           | John Lotter             |                     |
| 2000 | The Cell                                                 | Julia Hickson's fiancee | No surt als crèdits |
| 2000 | Housebound                                               | Tom                     |                     |
| 2001 | The Center of the World                                  | Richard Longman         |                     |
| 2001 | Bacon Wagon                                              | Cowboy Zombie Victim    |                     |
| 2002 | Empire                                                   | Jack                    |                     |
| 2002 | El mar de Salton (The Salton Sea)                        | Jimmy el finlandès      |                     |
| 2002 | K19 (K-19: The Widowmaker)                               | LT Vadim Radchenko      |                     |
| 2002 | Unconditional Love                                       | Window Washer           |                     |
| 2003 | Death of a Dynasty                                       | Brendon III             |                     |
| 2003 | El preu de la veritat (Shattered Glass)                  | Charles 'Chuck' Lane    |                     |
| 2004 | Garden State                                             | Mark                    |                     |
| 2004 | Kinsey                                                   | Clyde Martin            |                     |
| 2005 | El gal moribund (The Dying Gaul)                         | Robert Sandrich         |                     |
| 2005 | The Skeleton Key                                         | Luke Marshall           |                     |
| 2005 | Flightplan                                               | Gene Carson             |                     |
| 2005 | Jarhead                                                  | Cpl. Alan Troy          |                     |
| 2005 | Statler and Waldorf: From the Balcony                    | Ell mateix              | Cameo               |
| 2007 | Year of the Dog                                          | Newt                    |                     |
| 2007 | Rendition                                                | Alan Smith              |                     |
| 2008 | Elegy                                                    | Kenneth Kepesh          |                     |
| 2008 | The Mysteries of Pittsburgh                              | Cleveland Arning        |                     |
| 2009 | An Education                                             | David                   |                     |
| 2009 | In the Electric Mist                                     | Elrod Sykes             |                     |
| 2009 | Orphan                                                   | John Coleman            |                     |
| 2010 | Knight and Day                                           | Fitzgerald              |                     |
| 2010 | Saturday Night Live                                      | Host                    | Sèrie de televisió  |
| 2011 | Green Lantern                                            | Dr. Hector Hammond      |                     |
| 2012 | Un amic per a en Frank                                   | Robot (veu)             |                     |
| 2013 | Lovelace                                                 | Chuck Traynor           |                     |
| 2013 | Very Good Girls                                          | Lilly's boss            |                     |
| 2013 | Blue Jasmine                                             | Dwight Westlake         |                     |
| 2013 | Night Moves                                              |                         |                     |
| 2013 | The Killing                                              | Ray Seward              | Sèrie de televisió  |
| 2014 | El cas Fischer                                           | William Lombardy        |                     |
| 2016 | Els set magnífics                                        | Bartholomew Bogue       |                     |
| 2016 | Jackie                                                   | Robert F.Kennedy        |                     |
| 2019 | Mr.Jones                                                 | Walter Duranty          |                     |

## Premis i nominacions
| Any       | Premi                                                | Categoria                                             | Pel·lícula                              | Resultat  |
| --------- | ---------------------------------------------------- | ----------------------------------------------------- | --------------------------------------- | --------- |
| 2000      | St. Louis International Film Festival                | Emerging Actor Award                                  | −                                       | Guanyador |
| 2003      | Boston Society of Film Critics Awards                | Best Supporting Actor                                 | El preu de la veritat (Shattered Glass) | Guanyador |
| 2003      | San Francisco Film Critics Circle                    | Best Supporting Actor                                 | El preu de la veritat (Shattered Glass) | Guanyador |
| 2003      | Toronto Film Critics Association Awards              | Best Supporting Performance - Male                    | El preu de la veritat (Shattered Glass) | Guanyador |
| 2004      | Chlotrudis Awards                                    | Best Supporting Actor                                 | El preu de la veritat (Shattered Glass) | Nominat   |
| 2004      | Premis Independent Spirit                            | Best Supporting Male                                  | El preu de la veritat (Shattered Glass) | Nominat   |
| 2004      | Kansas City Film Critics Circle Awards               | Best Supporting Actor                                 | El preu de la veritat (Shattered Glass) | Guanyador |
| 2004      | Las Palmas Film Festival                             | Best Actor                                            | El preu de la veritat (Shattered Glass) | Guanyador |
| 2004      | National Society of Film Critics Awards              | Best Supporting Actor                                 | El preu de la veritat (Shattered Glass) | Guanyador |
| 2004      | Online Film Critics Society Awards                   | Best Supporting Actor                                 | El preu de la veritat (Shattered Glass) | Guanyador |
| 2004      | San Francisco Film Critics Circle                    | Best Supporting Actor                                 | El preu de la veritat (Shattered Glass) | Guanyador |
| 2004      | Globus d'Or                                          | Millor actor secundari                                | El preu de la veritat (Shattered Glass) | Nominat   |
| 2004      | Festival Internacional de Cinema d'Estocolm          | Best Actor                                            | Garden State                            | Guanyador |
| 2005      | Satellite Awards                                     | Best Actor in a Supporting Role - Comedy or Musical   | Garden State                            | Nominat   |
| 2005      | Satellite Awards                                     | Best Actor in a Supporting Role - Drama               | Jarhead                                 | Nominat   |
| 2005      | Satellite Awards                                     | Best Actor in a Supporting Role - Drama               | Kinsey                                  | Nominat   |
| 2005      | Broadcast Film Critics Association Awards            | Best Supporting Actor                                 | Kinsey                                  | Nominat   |
| 2005      | Chlotrudis Awards                                    | Best Supporting Actor                                 | Kinsey                                  | Guanyador |
| 2005      | Glitter Awards                                       | Best Supporting Actor                                 | Kinsey                                  | Guanyador |
| 2005      | Premis Independent Spirit                            | Best Supporting Male                                  | Kinsey                                  | Nominat   |
| 2005      | Online Film Critics Society Awards                   | Best Supporting Actor                                 | Kinsey                                  | Nominat   |
| 2005      | Washington D.C. Area Film Critics Association Awards | Best Supporting Actor                                 | Jarhead                                 | Nominat   |
| 2010      | Screen Actors Guild Awards                           | Outstanding Performance by a Cast in a Motion Picture | An Education                            | Nominat   |
| (Origen:) |                                                      |                                                       |                                         |           |